# Rzystnowo
Rzystnowo [ʐɨstˈnɔvɔ] (tiếng Đức: Rißnow)  là một ngôi làng thuộc khu hành chính của Gmina Przybiernów, thuộc hạt Goleniów, West Pomeranian Voivodeship, ở phía tây bắc Ba Lan. Nó nằm khoảng 5 kilômét (3 mi) phía tây Przybiernów, 25 km (16 mi) về phía bắc Goleniów và 39 km (24 mi) phía bắc thủ đô khu vực Szczecin.
Trước năm 1945, khu vực này là một phần của Đức. Đối với lịch sử của khu vực, xem Lịch sử của Pomerania.